# Meneca Tailhade
Meneca Tailhade fue una actriz argentina. Una de las primeras vedettes del sainete criollo de la década de los años 30.

## Trayectoria
Meneca Tailhade comenzó trabajando en el teatro de revistas y luego más tarde pasó al cine. 
El director Luis Moglia Barth la contrató junto para ser pareja de Pepe Arias en la película ¡Tango! del año 1933, encarnando el papel de una arrabalera llamada Mecha.  
Trabajó durante la época de oro del cine argentino de los '50, con el director Carlos Schlieper. 

### Filmografía[3]
- ¡Tango! (1933)
- Mi marido y mi novio (1955)